# Trans-AMA 1970
La temporada de 1970 de la Trans-AMA, anomenada oficialment 1970 Trans-AMA motocross series, fou la 1a edició d'aquest campionat, organitzat per l'AMA. El calendari oficial constava de 8 proves puntuables, celebrades entre l'11 d'octubre i el 29 de novembre.
Aquesta competició s'establí com a esdeveniment pilot per tal de propiciar l'arrelament del motocròs als EUA. El campionat tenia forma de torneig invitacional, basat en fórmules de motor combinades de 250 i 500cc (se'n feren quatre curses de cadascuna), disputat en circuits nord-americans i amb la participació dels millors pilots del Campionat del Món de motocròs, enfrontats als millors pilots estatunidencs. La idea era la mateixa que el 1967 havia empès Edison Dye, l'importador de Husqvarna als EUA, a crear el torneig Inter-AM (torneig que es disputà per darrera vegada el 1970, coincidint amb la 1a Trans-AMA).
El pilot oficial de BSA Dave Nicoll guanyà el campionat sense haver guanyat ni una sola cursa, gràcies als seus consistents resultats. L'equip oficial de Suzuki, amb Joël Robert i Olle Pettersson, no s'hi incorporà fins a la tercera cursa del torneig. Robert dominà la resta del campionat, però en haver començat tard el campionat no pogué guanyar-lo. Dick Burleson fou coronat com al primer campió dels EUA de motocròs de la història gràcies al seu quart lloc final, que el situava com a millor pilot d'aquell país.

## Rondes
Fonts:
| Ronda | Data           | Lloc                  | Cilindrada | Guanyador   | Guanyador   | Millor americà     | Millor americà |
| Ronda | Data           | Lloc                  | Cilindrada | Pilot       | Motocicleta | Pilot              | Motocicleta    |
| ----- | -------------- | --------------------- | ---------- | ----------- | ----------- | ------------------ | -------------- |
| 1     | 11 d'octubre   | LaRue (Ohio)          | 250cc      | Jeff Smith  | BSA         | Bob Thompson (5è)  | OSSA           |
| 2     | 18 d'octubre   | Unadilla (Nova York)  | 250cc      | Jeff Smith  | BSA         | Peter Lamppu (4t)  | Montesa        |
| 3     | 25 d'octubre   | Delta (Ohio)          | 500cc      | Joel Robert | Suzuki      | Brad Lackey (8è)   | ČZ             |
| 4     | 1 de novembre  | Franklin (Geòrgia)    | 500cc      | Joel Robert | Suzuki      | Jimmy Weinert (7è) | ČZ             |
| 5     | 8 de novembre  | Lewisville (Texas)    | 250cc      | Joel Robert | Suzuki      | Brad Lackey (7è)   | ČZ             |
| 6     | 15 de novembre | Irvine (Califòrnia)   | 500cc      | Joel Robert | Suzuki      | Bill Clements (7è) | Husqvarna      |
| 7     | 22 de novembre | Carlsbad (Califòrnia) | 250cc      | Joel Robert | Suzuki      | Gary Bailey (9è)   | Greeves        |
| 8     | 29 de novembre | Puyallup (Washington) | 500cc      | Joel Robert | Suzuki      | Sonny DeFeo (7è)   | ČZ             |

## Classificació final
| Posició | Pilot            | Equip     | Punts | Victòries |
| ------- | ---------------- | --------- | ----- | --------- |
| 1       | Dave Nicoll      | BSA       | 4550  | 0         |
| 2       | John Banks       | BSA       | 4535  | 0         |
| 3       | Jeff Smith       | BSA       | 4515  | 2         |
| 4       | Dick Burleson    | Husqvarna | 3925  | 0         |
| 5       | Bryan Kenney     | Husqvarna | 3760  | 0         |
| 6       | Gunnar Lindstrom | Husqvarna | 3675  | 0         |
| 7       | Joël Robert      | Suzuki    | 3590  | 6         |
| 8       | Olle Pettersson  | Suzuki    | 3360  | 0         |
| 9       | Keith Hickman    | BSA       | 3350  | 0         |
| 10      | Sonny DeFeo      | ČZ        | 3345  | 0         |

## Resultats per ronda

### Ronda 1
Celebrada l'11 d'octubre a LaRue (Ohio) en la cilindrada de 250cc
| Posició | Pilot            | Equip     |
| ------- | ---------------- | --------- |
| 1       | Jeff Smith       | BSA       |
| 2       | Gunnar Lindstrom | Husqvarna |
| 3       | Dave Nicoll      | BSA       |
| 4       | John Banks       | BSA       |
| 5       | Bob Thompson     | OSSA      |
| 6       | Jimmy Weinert    | ČZ        |
| 7       | Bryan Kenney     | Husqvarna |
| 8       | Dick Burleson    | Husqvarna |
| 9       | David Aldana     | BSA       |
| 10      | Wyman Priddy     | Bultaco   |

### Ronda 2
Celebrada el 18 d'octubre a Unadilla (Nova York) en la cilindrada de 250cc
| Posició | Pilot         | Equip     |
| ------- | ------------- | --------- |
| 1       | Jeff Smith    | BSA       |
| 2       | Keith Hickman | BSA       |
| 3       | John Banks    | BSA       |
| 4       | Dave Nicoll   | BSA       |
| 5       | Peter Lamppu  | Montesa   |
| 6       | Bob Thompson  | OSSA      |
| 7       | Bryan Kenney  | Husqvarna |
| 8       | Dick Burleson | Husqvarna |
| 9       | Jimmy Weinert | ČZ        |
| 10      | Ron Keyes     | ČZ        |

### Ronda 3
Celebrada el 25 d'octubre a Delta (Ohio) en la cilindrada de 500cc
| Posició | Pilot            | Equip     |
| ------- | ---------------- | --------- |
| 1       | Joel Robert      | Suzuki    |
| 2       | Dave Nicoll      | BSA       |
| 3       | Jeff Smith       | BSA       |
| 4       | John Banks       | BSA       |
| 5       | Keith Hickman    | BSA       |
| 6       | Gunnar Lindstrom | Husqvarna |
| 7       | Olle Pettersson  | Suzuki    |
| 8       | Brad Lackey      | ČZ        |
| 9       | Bryan Kenney     | Husqvarna |
| 10      | Doug Rodrigues   | ČZ        |

### Ronda 4
Celebrada l'1 de novembre a Franklin (Geòrgia) en la cilindrada de 500cc
| Posició | Pilot           | Equip     |
| ------- | --------------- | --------- |
| 1       | Joel Robert     | Suzuki    |
| 2       | John Banks      | BSA       |
| 3       | Dave Nicoll     | BSA       |
| 4       | Olle Pettersson | Suzuki    |
| 5       | Keith Hickman   | BSA       |
| 6       | Jeff Smith      | BSA       |
| 7       | Jimmy Weinert   | ČZ        |
| 8       | Sonny DeFeo     | ČZ        |
| 9       | Bryan Kenney    | Husqvarna |
| 10      | Dick Burleson   | Husqvarna |

### Ronda 5
Celebrada el 8 de novembre a Lewisville (Texas) en la cilindrada de 250cc
| Posició | Pilot            | Equip     |
| ------- | ---------------- | --------- |
| 1       | Joel Robert      | Suzuki    |
| 2       | Olle Pettersson  | Suzuki    |
| 3       | Jeff Smith       | BSA       |
| 4       | John Banks       | BSA       |
| 5       | Gunnar Lindstrom | Husqvarna |
| 6       | Dave Nicoll      | BSA       |
| 7       | Brad Lackey      | ČZ        |
| 8       | Dick Burleson    | Husqvarna |
| 9       | Sonny DeFeo      | ČZ        |
| 10      | Tom Rapp         | Bultaco   |

### Ronda 6
Celebrada el 15 de novembre a Irvine (Califòrnia) en la cilindrada de 500cc
| Posició | Pilot            | Equip     |
| ------- | ---------------- | --------- |
| 1       | Joel Robert      | Suzuki    |
| 2       | Olle Pettersson  | Suzuki    |
| 3       | Keith Hickman    | BSA       |
| 4       | John Banks       | BSA       |
| 5       | Gunnar Lindstrom | Husqvarna |
| 6       | Dave Nicoll      | BSA       |
| 7       | Bill Clements    | Husqvarna |
| 8       | Gary Harris      | Husqvarna |
| 9       | Dick Burleson    | Husqvarna |
| 10      | Jim O'Neal       | ČZ        |

### Ronda 7
Celebrada el 22 de novembre a Carlsbad (Califòrnia) en la cilindrada de 250cc
| Posició | Pilot            | Equip     |
| ------- | ---------------- | --------- |
| 1       | Joel Robert      | Suzuki    |
| 2       | Malcolm Davis    | AJS       |
| 3       | Jeff Smith       | BSA       |
| 4       | Olle Pettersson  | Suzuki    |
| 5       | Gunnar Lindstrom | Husqvarna |
| 6       | Dave Nicoll      | BSA       |
| 7       | Keith Hickman    | BSA       |
| 8       | John Banks       | BSA       |
| 9       | Gary Bailey      | Greeves   |
| 10      | Peter Lamppu     | Montesa   |

### Ronda 8
Celebrada el 29 de novembre a Puyallup (Washington) en la cilindrada de 500cc
| Posició | Pilot            | Equip     |
| ------- | ---------------- | --------- |
| 1       | Joel Robert      | Suzuki    |
| 2       | Gunnar Lindstrom | Husqvarna |
| 3       | Jeff Smith       | BSA       |
| 4       | John Banks       | BSA       |
| 5       | Dave Nicoll      | BSA       |
| 6       | Keith Hickman    | BSA       |
| 7       | Sonny DeFeo      | ČZ        |
| 8       | Malcolm Davis    | AJS       |
| 9       | Bryan Kenney     | Husqvarna |
| 10      | Olle Pettersson  | Suzuki    |